# Agrostis umbellata
Agrostis umbellata é uma espécie de gramínea do gênero Agrostis, pertencente à família Poaceae.